# Loreto (Paraguay)
Loreto è un centro abitato del Paraguay, situato nel dipartimento di Concepción; la località forma uno degli 8 distretti del dipartimento.

## Popolazione
Al censimento del 2002 Loreto contava una popolazione urbana di 3.138 abitanti (15.731 nell'intero distretto).

## Storia
Loreto fu fondata dai gesuiti il 10 dicembre 1686.